# 雲稜山屋
雲稜山屋是一座位於臺灣太魯閣國家公園的住宿山屋，海拔2,615公尺，位於木杆鞍部東北方300公尺，南湖勝光登山口往上11.7公里里程樁，是許多山友前往南湖大山重要的中繼站。

## 名由
因中華山岳協會雲稜登山隊捐款所建而得名。

## 歷史
1974年7月，中華山岳協會雲稜登山隊為紀念隊友吳萬居一年前在南湖圈谷發生山難死亡，捐出了20餘萬元，在木杆鞍部東北山坳處興建了一棟「雲稜山莊」（附近原為泰雅獵寮Rezeq轉寫自片假名レゼック)
1990年大魯閣國家公園志工建議政府單位評估重建，2003年擇址興建，2004年完工而為新雲稜山屋，造價300萬元
2009年各大山屋陸續新增太陽能照明設備，因此處時常有風，具備機電專業的志工結合風力發電系統，架設臺灣山區首座太陽能結合風力發電的山屋。

## 地理
日治及戰後初期，攀登南湖大山主要由匹亞南部落溯登耶克糾溪經奇烈亭上審馬陣的路線，過溪時經常發生山洪暴漲人員遭圍困的事故。
開闢了從思源埡口利用710林道，再翻越多加屯山、經木杆鞍部到達此山莊不必過溪、免除山洪危險的新途徑。這條不用再攀昇千餘公尺，即能抵達審馬陣山的新路線，便立刻取代了奇烈亭的傳統路線

## 山難事故
2022年03月16日，27歲楊姓登山客不慎摔傷，身上出現撕裂傷，經直升機吊掛送往梧棲童綜合醫院。